# Isla Guidoiro Pedregoso
La isla Guidoiro Pedregoso (Illa do Guidoiro Pedregoso) es una isla española de la provincia de Pontevedra (Galicia) a poniente de la isla de Arosa (localidad a la que pertenece) y a 1 kilómetro al oeste de la isla Guidoiro Areoso.
Tiene una superficie de 5,6 hectáreas y está constituida de peñascos y salpicada de manchas de arena, sobre todo en su parte oeste. Es más alta que la vecina Guidoiro Areoso y posee más vegetación, sobre todo herbácea. 
- Datos: Q11683784